# Sillaginodes punctatus
Il merlano maculato (Sillaginodes punctatus (Cuvier, 1829)) è un pesce della famiglia Sillaginidae, nell'ambito della quale rappresenta l'unica specie ascritta al genere Sillaginodes Gill, 1861.

## Etimologia
Il nome scientifico del genere, Sillaginodes, deriva dal suffisso di origine greca -οειδής (-oeidís, latinizzato in -oīdes, "simile a") applicato a Sillago, col significato quindi di "simile a Sillago": il nome della specie, punctatus, rappresenta invece un chiaro riferimento alla livrea di questi pesci.

## Descrizione

### Dimensioni
Con le sue dimensioni massime che sfiorano i 72 cm di lunghezza per 4,8 kg di peso, il merlano maculato rappresenta la specie di sillaginide di maggiori dimensioni.

### Aspetto

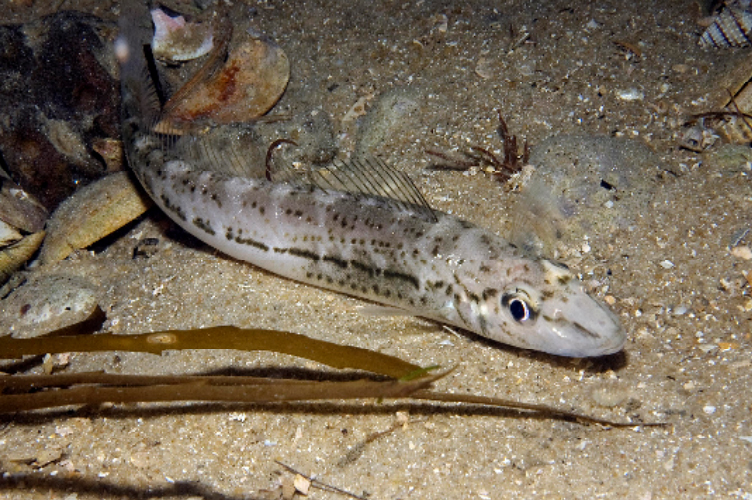
Esemplare fotografato di notte nella baia di Port Phillip.

Si tratta di pesci dall'aspetto allungato ed affusolato, con testa dal muso anch'esso allungato ed appiattito dalla bocca rivolta verso il basso.
Sul dorso è presente una pinna dorsale primaria di 12-13 raggi rigidi ed una seconda pinna dorsale con un raggio rigido e 25-27 raggi molli: la pinna anale rappresenta un analogo della seconda dorsale. La linea laterale consta di 129-147 scaglie: la coda ha forma squadrata ed è solo leggerissimamente forcata.
La livrea è di colore bianco-argenteo ventralmente e bruno-olivastro chiaro dorsalmente, con presenza su fianchi e dorso di caratteristiche maculature oblique di colore bruno più scuro che fruttano al merlano maculato sia il nome comune che il nome scientifico. Le pinne sono trasparenti e di colore tendente al bruno, più scuro sulla pinna caudale.

## Biologia
Il merlano maculato è un pesce dalle abitudini perlopiù crepuscolari, con gli adulti che tendono a vivere perlopiù da soli o in gruppetti di una manciata d'individui, mentre i giovani hanno abitudini più gregarie, specialmente durante la ricerca dei cibo quando si associano anche ad altre specie come il carango dentice, l'orata pinnegialle e altre specie di sillaginidi.
Questi pesci, soprattutto nella fase giovanile delle loro vite, rappresentano una preda comune per una grande quantità di pesci (fra cui si annoverano ad esempio salmoni australiani, pesci coccodrillo, snoek, barracuda australiano e varie specie di elasmobranchi), uccelli (uno fra tutti il cormorano bianconero maggione) e mammiferi acquatici.

### Alimentazione
Come tutti i sillaginidi, anche questi pesci sono specializzati nel cercare il cibo sul fondo, dove scandagliano il substrato col muso appiattito e risucchiano le prede sfruttando la bocca protrudibile e tubolare. La vista assume un ruolo marginale durante la ricerca di cibo, che avviene principalmente tramite la percezione delle vibrazioni emesse dalle prede in movimento.
L'alimentazione del merlano maculato consiste principalmente in anfipodi, copepodi e policheti: a differenza degli altri sillaginidi (e probabilmente come risultato della pressione evolutiva per limitare la competizione per le risorse dove gli areali delle varie specie vengono a sovrapporsi), i molluschi sono praticamente assenti dalla dieta di questi pesci (sebbene curiosamente l'esca più utilizzata per pescarli sia rappresentata dai cardi sgusciati), così come gli echinodermi. Altri crostacei, sipunculidi, piccoli pesci e macroalghe rappresentano infine una parte marginale della dieta.

### Riproduzione

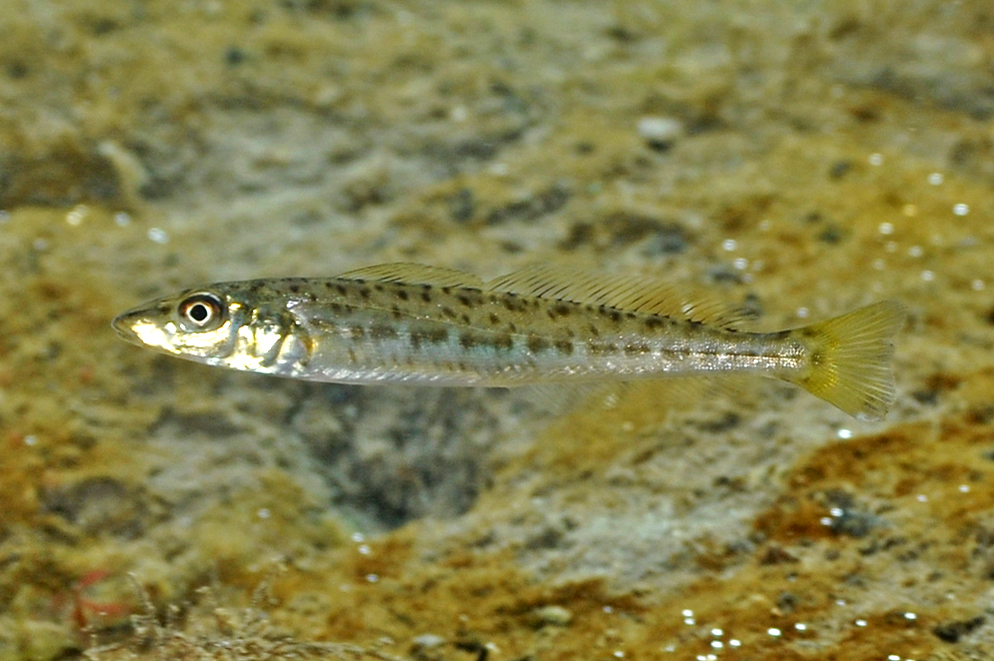
Giovanile nel Victoria.

Il merlano maculato raggiunge la maturità sessuale attorno ai 3-4 anni d'età, quando i maschi misurano attorno ai 30 cm e le femmine attorno ai 34 cm di lunghezza (taglie generalmente utilizzate come minimo legale per la pesca di questi pesci, così da assicurarne il ricambio generazionale).
Il periodo riproduttivo cade generalmente fra maggio e giugno, con eventi isolati che si protraggono da febbraio a fine luglio: le varie popolazioni locali tendono a riprodursi in aree designate, come acque poco profonde (fino a 9 m di profondità) o agli estuari dei fiumi. Si tratta di animali ovipari che hanno più eventi riproduttivi in sequenza: tuttavia, le abitudini riproduttive del merlano maculato non sono ancora stati studiati nel dettaglio.

Gli avannotti e i giovani di piccole dimensioni hanno comportamento planctonico in quanto non sono in grado di contrastare efficacemente la corrente oceanica.
La speranza di vita del merlano maculato si aggira attorno ai 15 anni in natura.

## Distribuzione e habitat
Questo pesce è endemico dell'Australia, della quale popola la costa meridionale da Jurien Bay, in Australia Occidentale, a Botany Bay nel Nuovo Galles del Sud (stato dove risulta però raro), attraverso le aree costiere di Australia Meridionale, Victoria e Tasmania.
L'habitat di questi pesci è rappresentato dalle aree dal fondale sabbioso con presenza di affioramenti rocciosi isolati fino a 200 m di profondità, sebbene siano più comuni attorno a 20 m o anche meno: i giovani prediligono acque poco profonde e riparate (come baie od estuari fluviali), possibilmente con presenza di copertura vegetale a Zostera e Posidonia australis, mentre gli adulti tendono a preferire aree più profonde che condividono con specie come il pagro australiano ed il morwong blu.

## Tassonomia
Questi pesci vennero classificati da Cuvier nel 1829 come Sillago punctata sulla base di un singolo individuo proveniente dal King George Sound: l'olotipo non esiste o è andato perduto, sicché nel 1985 è stato designato un lectotipo per la specie.

Nel 1861 Theodore Nicholas Gill istituì per questa specie il genere monotipico Sillaginodes, basandosi su una serie di caratteristiche morfologiche peculiari rispetto agli altri Sillaginidae (taglia maggiore, numero peculiare di raggi sulle due pinne dorsali, vescica natatoria dalla peculiare forma "a lumaca" priva di dotto escretore urogenitale).

## Rapporto con l'uomo
Il merlano maculato è un pesce molto pregiato in Australia, in virtù delle carni bianche e delicate e quasi del tutto prive di spine che vengono gustate perlopiù sotto forma di fish and chips: le principali flotte dedite alla pesca di questi animali (che avviene principalmente tramite palamito e rete da circuizione) si trovano fra Ceduna ed il Golfo St Vincent in Australia Meridionale (dove questi pesci rappresentano fino al 60% del totale del pescato annuo), con flotte più piccole in Australia Occidentale e nel Victoria. La pesca a questo pesce frutta all'incirca cinque milioni di dollari australiani l'anno.

In virtù del valore commerciale di questi pesci, a più riprese è stata esplorata la possibilità del loro allevamento in acquacoltura, dove i fattori critici per la sostenibilità economica sono stati individuati nel lungo stadio larvale e la suscettibilità alle infezioni parassitiche.
A livello di pesca amatoriale, questi pesci sono molto ricercati dai pescatori, che spesso visitano le aree dove il merlano maculato è notoriamente abbondante (come le coste orientali della penisola di Eyre dove esiste un florido pescaturismo legato a questi animali) al preciso scopo di tentare di catturarne.